# Black Mountain (Australian Capital Territory)
De Black Mountain (Nederlands: Zwarte berg) is een kleine berg van 812 m hoog bij de Australische hoofdstad Canberra binnen de grenzen van het ACT. De berg ligt op de noordoever van het Lake Burley Griffin ten westen van het stadscentrum van Canberra. Hij is voornamelijk bedekt met het inheemse bushland en wordt beschermd door het Canberra Nature Park, meer precies het Black Mountain Reserve.

## Naam
De Black Mountain werd oorspronkelijk de 'Black Hill' genoemd op hetzelfde moment dat de Red Hill zijn naam kreeg. Dit verklaart waarom de berg nu niet bekendstaat als Mount Black, wat bijvoorbeeld wel het geval is bij Mount Ainslie en Mount Majura.

## Omgeving
Boven op de Black Mountain staat de Black Mountain Tower, een televisietoren van zo'n 195 m van waaruit men kan uitkijken over Canberra en het omliggende gebied. De toren is bereikbaar via de Black Mountain Drive; de toren en de weg behoren niet tot het beschermde gebied van het Canberra Nature Park. Op de oostzijde van de berg bevinden zich de nationale botanische tuinen van Australië en de CSIRO. Nog verder oostwaarts ligt de hoofdcampus van de Australian National University in de wijk Acton.

## Galerij

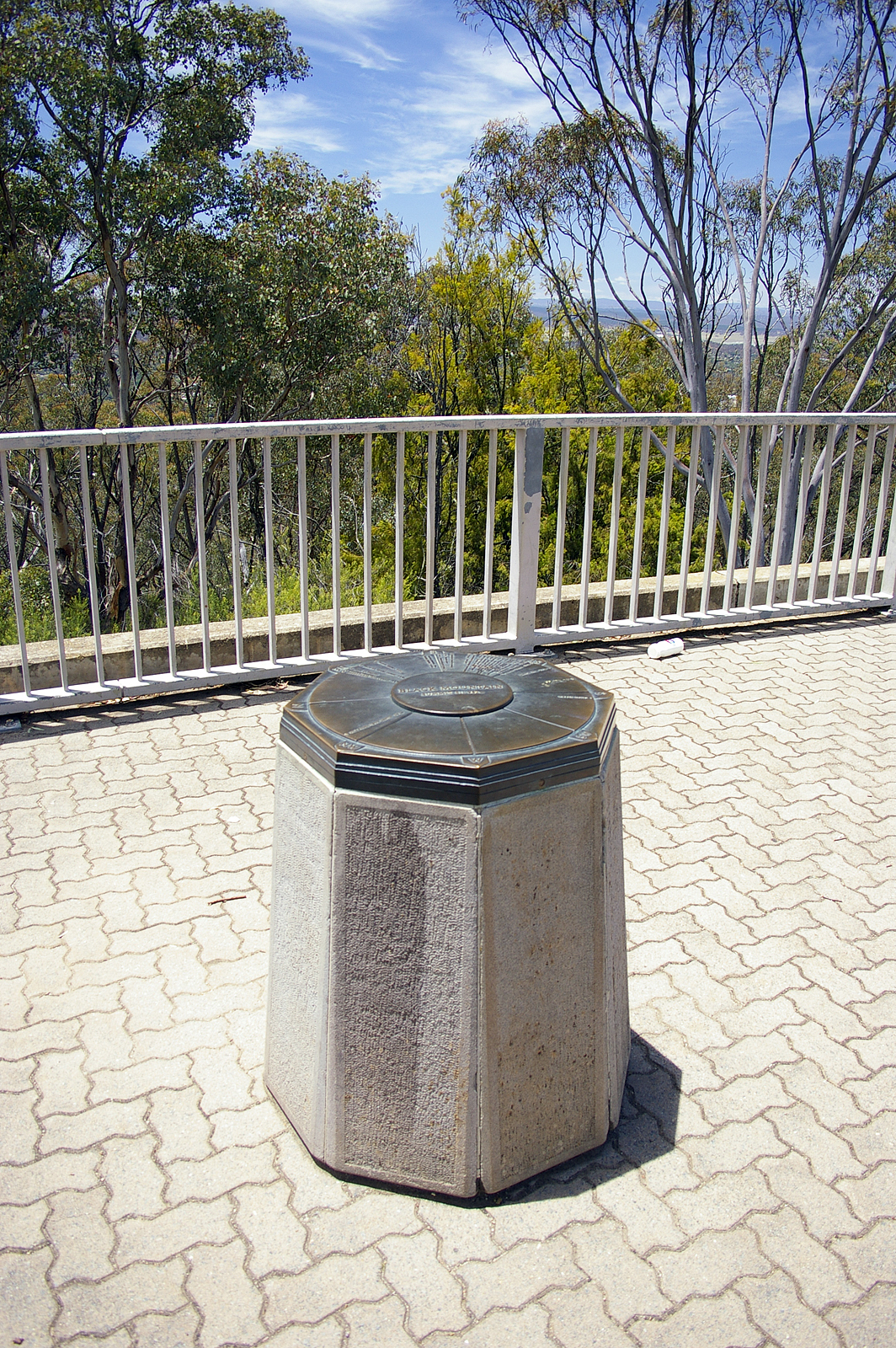
de top van de Black Mountain
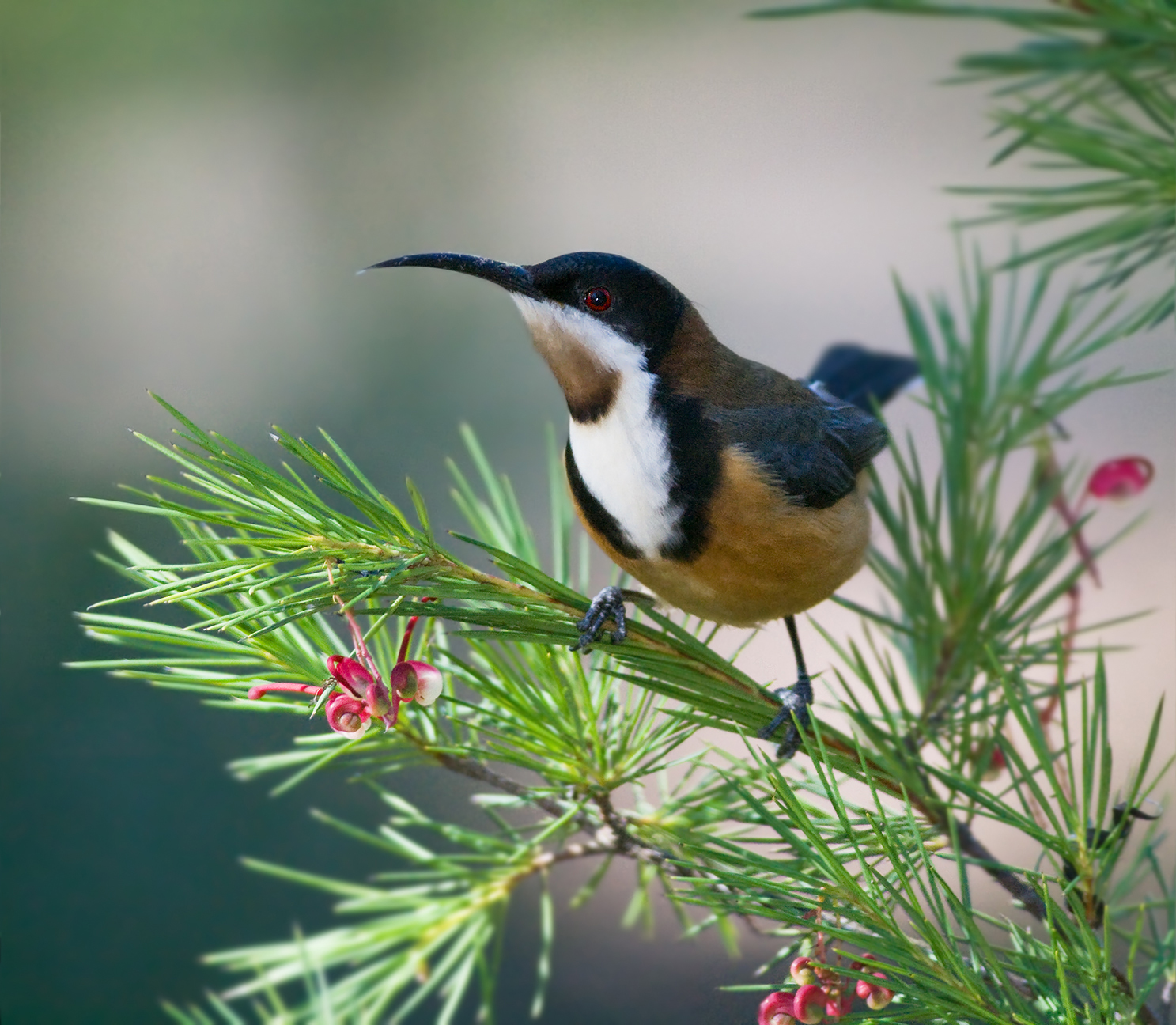
een zwarthalshoningvogel (Acanthorhynchus tenuirostris) in de nationale botanische tuinen van Australië